# Menesia dallieri
Menesia dallieri är en skalbaggsart som först beskrevs av Maurice Pic 1926.  Menesia dallieri ingår i släktet Menesia och familjen långhorningar. Inga underarter finns listade i Catalogue of Life.